# 191 v. Chr.
Portal Geschichte | Portal Biografien | Aktuelle Ereignisse | Jahreskalender | Tagesartikel

◄ |
3. Jahrhundert v. Chr. |
2. Jahrhundert v. Chr. |
1. Jahrhundert v. Chr. |
►

◄ | 210er v. Chr. | 200er v. Chr. | 190er v. Chr. | 180er v. Chr. |
170er v. Chr. |
►

◄◄ | ◄ | 194 v. Chr. | 193 v. Chr. | 192 v. Chr. | 191 v. Chr. |
190 v. Chr. |
189 v. Chr. |
188 v. Chr. |
► |
►►
Staatsoberhäupter

## Ereignisse

### Politik und Weltgeschehen
- Die Römer schlagen im Römisch-Syrischen Krieg bei den Thermopylen den Seleukidenkönig Antiochos III. den Großen vernichtend. Antiochos muss alle militärischen Stützpunkte in Griechenland aufgeben.
- Rom gliedert den Norden Italiens an das Reich an.

### Religion
- 11. April: Auf dem Palatinhügel in Rom wird der dem Kybele- und Attiskult gewidmete Magna-Mater-Tempel geweiht.